# Pocomtuc

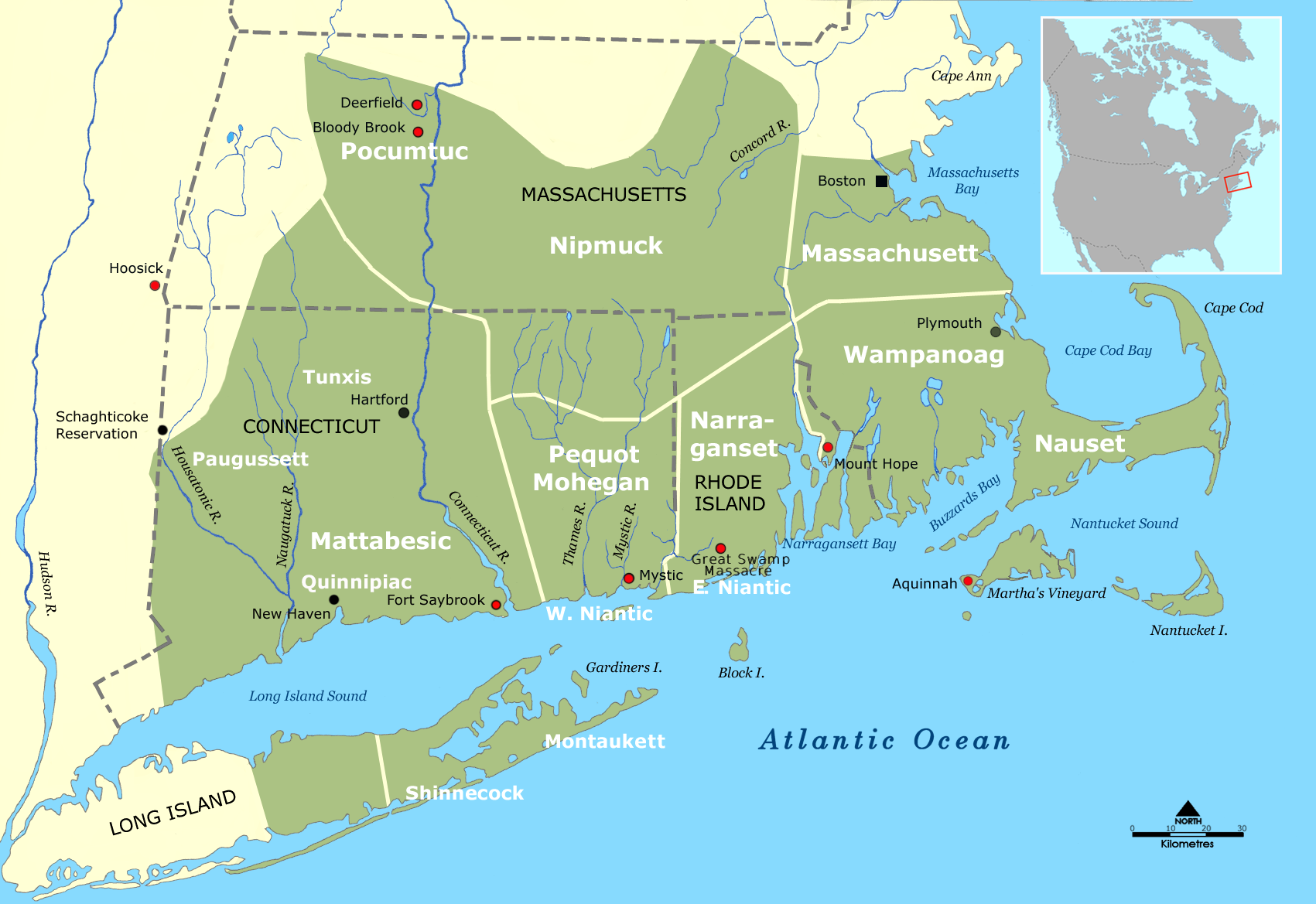
Répartition des tribus amérindiennes du sud de la Nouvelle-Angleterre vers 1600.

La tribu Pocomtuc ou Pocumtuck était une tribu amérindienne vivant dans la région du Massachusetts au nord-est des États-Unis. Ils vivaient plus précisément près de la confluence entre la rivière Deerfield et le fleuve Connecticut mais certains groupes se déplaçaient jusque dans le Connecticut et le Vermont. Leur principal village, portant le même nom, était localisé à proximité de la localité actuelle de Deerfield dans le Massachusetts. Leur dialecte de type R s'apparentait à la langue algonquine.
On connaît peu de chose de cette tribu mais il est fort probable qu'elle vivait de la même façon que les autres tribus locales. Ils devaient ainsi pratiquer un peu d'agriculture (maïs, céréales) mais aussi la pêche, la chasse et la cueillette. La tribu était alliée avec les tribus Tunxis et Narragansett face au chef Uncas et à la tribu Pequot. Par la suite, ils s'allièrent tous face aux nouveaux colons anglais lors de la guerre du Roi Philip.
À la fin de cette guerre, les survivants de ces tribus fuirent vers Schaghticoke près du fleuve Hudson où ils restèrent jusque 1754 avant de rejoindre les tribus Abenaki à Saint-François-du-Lac au Québec. La population perdit en taille à la suite de combats contre la nation Mohawk, des épidémies et à la suite de l'arrivée de plus en plus de colons venus d'Europe. Petit à petit, les quelques survivants se fondirent par mariage dans d'autres tribus ou avec des colons. Il existe toujours des descendants parmi la communauté Abenaki du New Hampshire, du Vermont et du Canada.
Le chef Wawanotewat, surnommé par les Anglais Greylock, était un célèbre guerrier qui résista très longtemps à l'avancée de ses ennemis. Le mont Greylock dans les Berkshires porte son nom.

## Villages de la tribu
- Agawam - aujourd'hui Springfield (Massachusetts) et Agawam (Massachusetts)
- Mayawaug - aujourd'hui West Suffield (Connecticut)
- Nameroke - aujourd'hui Enfield (Connecticut)
- Nonotuck - aujourd'hui  Northampton (Massachusetts)
- Norwottuck - aujourd'hui  Hadley (Massachusetts)
- Pachasock - aujourd'hui dans le Comté de Hampden (Massachusetts)
- Pocumtuc - aujourd'hui  Deerfield (Massachusetts)
- Scitico - aujourd'hui à l'est d'Enfield (Connecticut)
- Squawkeag - aujourd'hui Northfield (Massachusetts)
- Woronoco - aujourd'hui  Russell (Massachusetts)